# Station Chapelle-Dieu
Station Chapelle-Dieu is een spoorweghalte langs spoorlijn 144 (Gembloers - Jemeppe-sur-Sambre) in de stad Gembloers.

## Treindienst
| Serie       | Treinsoort          | Route                                                        | Bijzonderheden           |
| ----------- | ------------------- | ------------------------------------------------------------ | ------------------------ |
| P 7690/8690 | Piekuurtrein (NMBS) | [ Tamines – ] Jemeppe-sur-Sambre – Chapelle-Dieu – Gembloers | Een trein vanaf Tamines. |

## Galerij

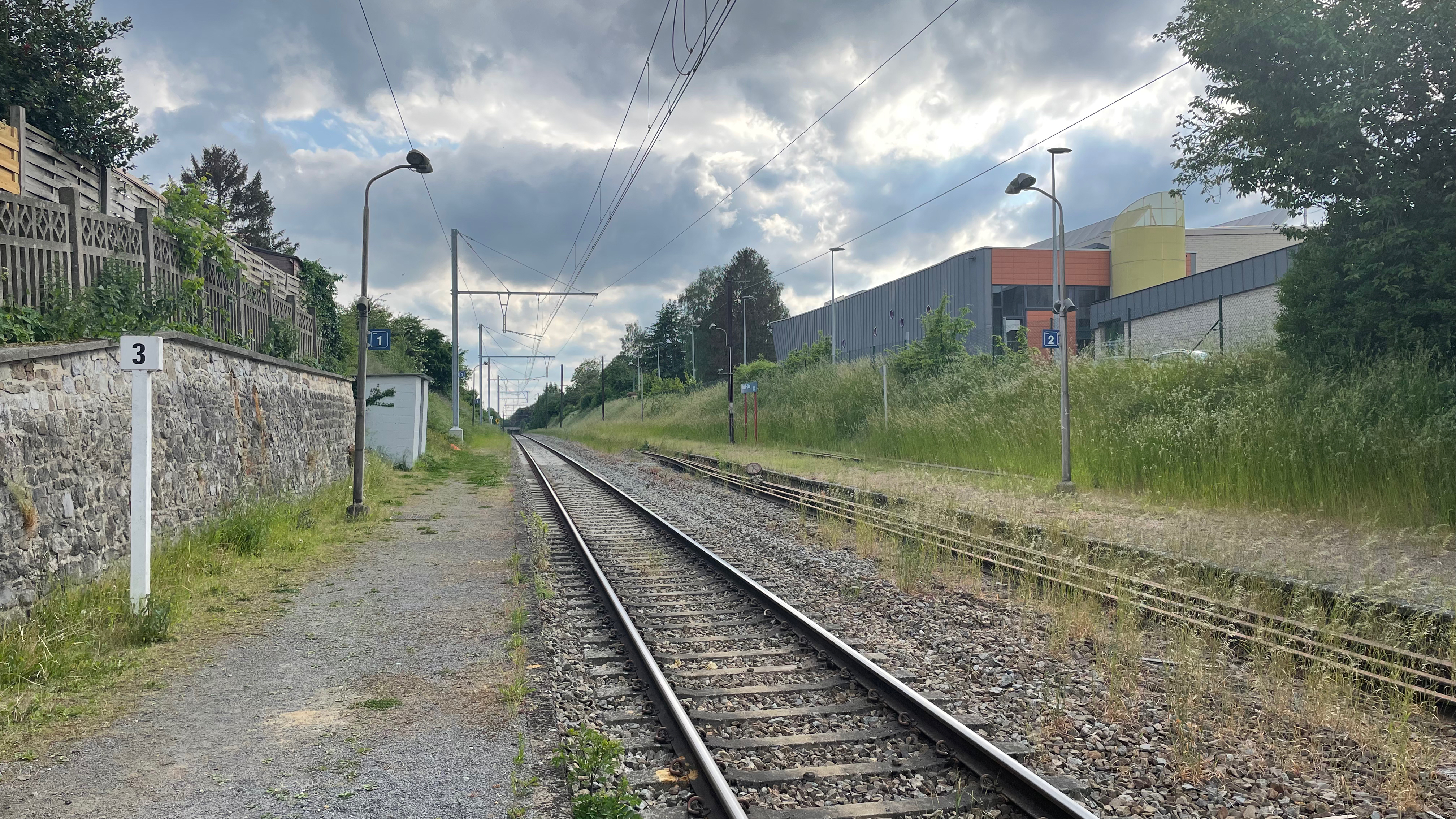
Zicht op het perron
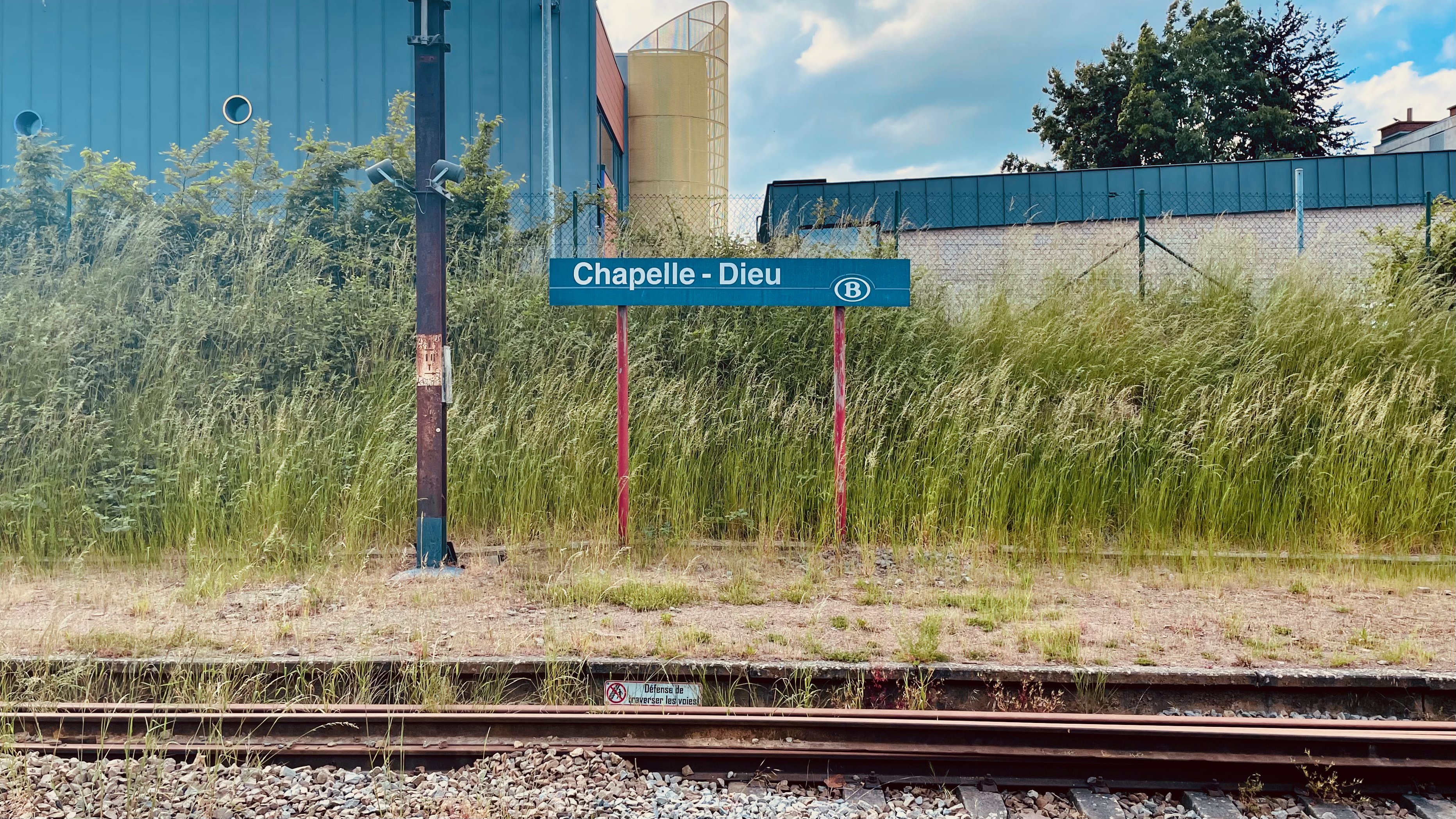
Plaatsnaambord

## Reizigerstellingen
De grafiek en tabel geven het gemiddeld aantal instappende reizigers weer op een week-, zater- en zondag.
| Tabel: aantal instappende reizigers station Chapelle-Dieu | Tabel: aantal instappende reizigers station Chapelle-Dieu | Tabel: aantal instappende reizigers station Chapelle-Dieu | Tabel: aantal instappende reizigers station Chapelle-Dieu |
|                                                           | Weekdag                                                   | Zaterdag                                                  | Zondag                                                    |
| --------------------------------------------------------- | --------------------------------------------------------- | --------------------------------------------------------- | --------------------------------------------------------- |
| 1977                                                      | 344                                                       | 48                                                        | 20                                                        |
| 1978                                                      | 310                                                       | 58                                                        | 19                                                        |
| 1979                                                      | 294                                                       | 46                                                        | 32                                                        |
| 1980                                                      | 270                                                       | 44                                                        | 29                                                        |
| 1981                                                      | 339                                                       | 46                                                        | 18                                                        |
| 1982                                                      | 269                                                       | 26                                                        | -                                                         |
| 1983                                                      | 285                                                       | 25                                                        | -                                                         |
| 1984                                                      | 94                                                        | -                                                         | -                                                         |
| 1985                                                      | 81                                                        | -                                                         | -                                                         |
| 1986                                                      | 71                                                        | -                                                         | -                                                         |
| 1987                                                      | 109                                                       | -                                                         | -                                                         |
| 1988                                                      | 76                                                        | -                                                         | -                                                         |
| 1989                                                      | 73                                                        | -                                                         | -                                                         |
| 1990                                                      | 54                                                        | -                                                         | -                                                         |
| 1991                                                      | 105                                                       | -                                                         | -                                                         |
| 1992                                                      | 71                                                        | -                                                         | -                                                         |
| 1993                                                      | 57                                                        | -                                                         | -                                                         |
| 1994                                                      | 64                                                        | -                                                         | -                                                         |
| 1995                                                      | 47                                                        | -                                                         | -                                                         |
| 1996                                                      | 59                                                        | -                                                         | -                                                         |
| 1997                                                      | 60                                                        | -                                                         | -                                                         |
| 1998                                                      | 37                                                        | -                                                         | -                                                         |
| 1999                                                      | 26                                                        | -                                                         | -                                                         |
| 2000                                                      | 41                                                        | -                                                         | -                                                         |
| 2001                                                      | 48                                                        | -                                                         | -                                                         |
| 2002                                                      | 34                                                        | -                                                         | -                                                         |
| 2003                                                      | 39                                                        | -                                                         | -                                                         |
| 2004                                                      | 34                                                        | -                                                         | -                                                         |
| 2005                                                      | 41                                                        | -                                                         | -                                                         |
| 2006                                                      | 33                                                        | -                                                         | -                                                         |
| 2007                                                      | 28                                                        | -                                                         | -                                                         |
| 2008                                                      | -                                                         | -                                                         | -                                                         |
| 2009                                                      | 35                                                        | -                                                         | -                                                         |
| 2010                                                      | -                                                         | -                                                         | -                                                         |
| 2011                                                      | -                                                         | -                                                         | -                                                         |
| 2012                                                      | 34                                                        | -                                                         | -                                                         |
| 2013                                                      | 67                                                        | -                                                         | -                                                         |
| 2014                                                      | 33                                                        | -                                                         | -                                                         |
| 2015                                                      | 50                                                        | -                                                         | -                                                         |
| 2016                                                      | 28                                                        | -                                                         | -                                                         |
| 2017                                                      | 32                                                        | -                                                         | -                                                         |
| 2018                                                      | 26                                                        | -                                                         | -                                                         |
| 2019                                                      | 47                                                        | -                                                         | -                                                         |
| 2020                                                      | 35                                                        | -                                                         | -                                                         |
| 2021                                                      | -                                                         | -                                                         | -                                                         |
| 2022                                                      | 43                                                        | -                                                         | -                                                         |
| 2023                                                      | 91                                                        | -                                                         | -                                                         |
| 2024                                                      | 75                                                        | -                                                         | -                                                         |

0,0: Gembloers ·
1,6: Chapelle-Dieu ·
5,1: Vichenet ·
7,1: Mazy ·
10,4: Onoz-Spy ·
12,9: Jemeppe-Froidmont ·
14,4: Jemeppe-sur-Sambre